# Valbonne (Hérault)
Pour les articles homonymes, voir Valbonne (homonymie).
Valbonne est un micro-toponyme de la commune française de Cambon-et-Salvergues, dans le département de l'Hérault, dont il constitue le point culminant, établi à l'altitude maximale de 1 151 m.
Il se trouve en zone boisée, appartenant à la forêt domaniale de l'Espinouse, à l'ouest d'un vaste parc éolien, à la limite du département du Tarn (commune de Murat-sur-Vèbre).